# Herdmania colona
Herdmania colona is een zakpijpensoort uit de familie van de Pyuridae. De wetenschappelijke naam van de soort is voor het eerst geldig gepubliceerd in 2003 door Monniot & Monniot.